# Kouros

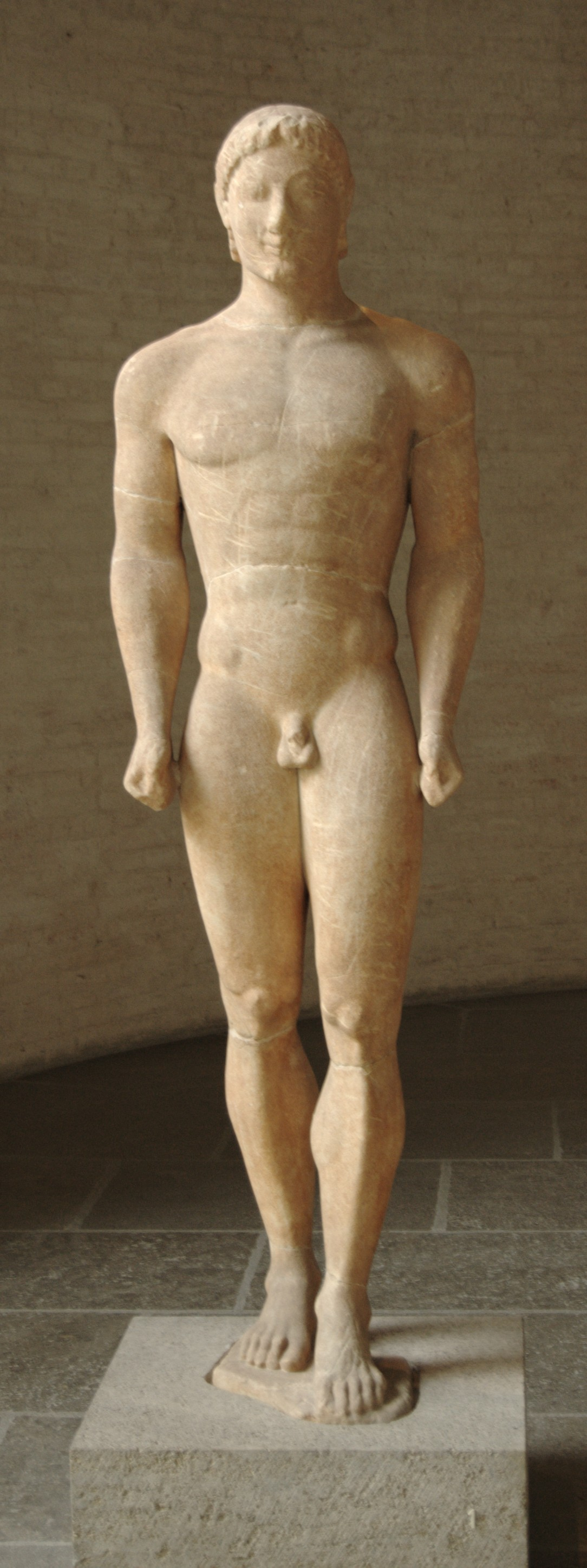
Münchner Kouros, Glyptothek (München)

Kouros, auch Kuros, (altgriechisch κοῦρος; Plural Kouroi „Knabe, junger Mann“) ist die moderne Bezeichnung für die Statue eines jungen Mannes in der griechischen Kunst der Archaik. Das weibliche Pendant bezeichnet man als Kore. Das Schema des in der Regel unbekleideten Kouros war im ganzen griechischen Kulturraum verbreitet und vor dem 8. Jahrhundert v. Chr. bekannt. Die 54 cm hohe Figur des „Kouros von Palaikastro“, 1987 bis 1990 auf Kreta gefunden, belegt, dass das eigentliche Schema schon vor der Eroberung der Insel durch die Mykener und somit vor den Dunklen Jahrhunderten zur Anwendung kam. Das Kouros-Schema blieb bis zum Einsetzen des Strengen Stils um 490/80 v. Chr., der die klassische Kunst einleitete, eines der Leitmotive griechischer Kunst.
Der archaische Kouros zeichnet sich durch eine fast strenge Symmetrie und Frontalität aus, wie sie etwa das Achsensystem des so genannten Dipylon-Meisters vertritt. Die Kopfhaltung ist auf den Betrachter gerichtet. Wendungen des Kopfes aus der Frontalansicht findet man bei den Kouroi oder Koren erst in der Spätzeit. Die Extremitäten sind wenig bewegt. Oft weisen die Statuen eine scheinbare Schreithaltung auf, etwa bei der Kolossalstatue des sogenannten Sounion-Kouros. Die Gesichter der archaischen Kouroi erscheinen relativ stereotyp. Kennzeichnend für die archaischen Kouroi, wie für die archaische Plastik generell, ist das feine, fast unmerkliche Lächeln, das als „Archaisches Lächeln“ bezeichnet wird.
Die Statuen waren meist aus Marmor, wurden aber auch in Kalkstein, Holz, Bronze, Elfenbein und Terrakotta umgesetzt, erreichten dann aber keine Lebensgröße. Frühe Exemplare erreichten bis zu 3 Meter Höhe. Vermutlich waren die Statuen bemalt. Zumindest könnte der etwa zugleich mit dem sog. Kritios-Knaben entstandene Blonde Kopf von der Akropolis darauf ein Hinweis sein, an dessen Haaransatz sich Farbreste befinden.
Kouroi finden sich zum einen in Heiligtümern als Votivgaben, zum anderen wurden sie auf Gräbern aufgestellt. Allein im Apollonheiligtum von Ptoion in Boiotien wurden mehr als einhundert entdeckt.

## Das Kouros-Schema

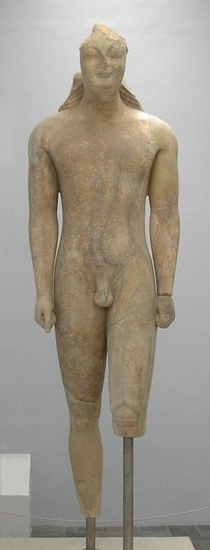
Der große Kouros von Samos (Samos, Archäologisches Museum)

Ein Kouros ist zumeist die Statue eines stehenden, unbekleideten Jünglings. Er ist breitschultrig und hat eine betonte Taille. Er steht aufrecht und hat ein Bein, meistens das linke, vorgestellt. Die Arme hängen an beiden Seiten herab, die Hände zu Fäusten geballt. Seltener sind die Hände an die Beine angelegt. Ähnlich griechischen Tempeln, deren Elemente eine nachvollziehbare Funktion im Tragen und Lasten haben, ist das Wirken von gegensätzlichen Kräften an der Figur des Kouros ablesbar. So erkennt man eine deutliche Anschwellung der Beine, dem tragenden Element, die das lastende Element, den sich verjüngenden Oberkörper, tragen.
Kouroi wurden lange Zeit als Statuen des Apollon gedeutet und als solche benannt, da angenommen wurde, sie stellen alle den Gott Apollon dar. Dies mag für einzelne Statuen zutreffen, jedoch nicht für alle, denn oft waren sie mit anderen Namen beschriftet und wurden entweder als Grabbeigaben verwendet oder in Tempeln anderer Gottheiten gefunden. Oft stellten Kouroi vor allem das griechische Ideal des Wettkampfsiegers dar.
Die ältesten frei stehenden Monumentalstatuen stammen aus Delos. Die Kouroi aus Delos fallen in die Zeit der beginnenden engen Kontakte Griechenlands zu Ägypten. Griechenland hatte lose Verbindungen zu Ägypten schon seit der 2. Hälfte des 8. Jahrhunderts v. Chr. Im 7. Jahrhundert v. Chr. wurden dann griechische Siedlungen in Ägypten, von denen Herodot berichtet, gegründet. Psammetichos I. stellte Ioniern und Karern hierfür links und rechts des Nils freie Plätze zur Verfügung.
Durch diesen Kontakt zu der alten Hochkultur, die schon lange riesige Monumentalstatuen errichtete, begannen vor allem auf Kreta und den ägäischen Inseln griechische Bildhauer eigene freistehende lebens- und überlebensgroße Statuen anzufertigen. Dazu nahmen sie anfangs weißen Inselmarmor, der vor allem auf den Kykladeninseln Paros und Naxos gewonnen wurde.

## Ägyptische Einflüsse
Nach Herodot lud der ägyptische Herrscher Psammetichos I. Ionier und Karer ein, in Ägypten zu siedeln. Sie waren die ersten Fremden, die sich in Ägypten niederlassen durften. Um 650 v. Chr. begannen dann große Marmorskulpturen die bis dahin gebräuchlichen kleinen Holzfiguren (xoana) in den Tempeln zu ersetzen. Die Kouroi entstanden auch in dieser Zeit des ägyptischen Einflusses und viele Eigenschaften wurden von ägyptischen Skulpturen übernommen und später in Griechenland weiterentwickelt. Griechische Kouroi haben die gleiche Körperhaltung, stehen auch aufrecht und mit keinerlei Verdrehung des Körpers. Der Kopf ist aufrecht und eckig, mit flachem Gesicht, mit dünner Taille und breiten Schultern. Ein Bein ist wie bei Pharaonendarstellungen der Ägypter vorgestreckt. Die Fäuste sind geballt, oft mit einem kleinen Steinstückchen in der Faust. Dasselbe ‚perückenähnliche‘ Haar tragen auch die ägyptischen Standbilder. Die Muskelstruktur als dekoratives Muster aufzutragen, mit hervorgehobenen Knien, Schienbein und Wade ist direkt von den ägyptischen Statuen übernommen.

## Unterschiede zu den ägyptischen Vorläufern

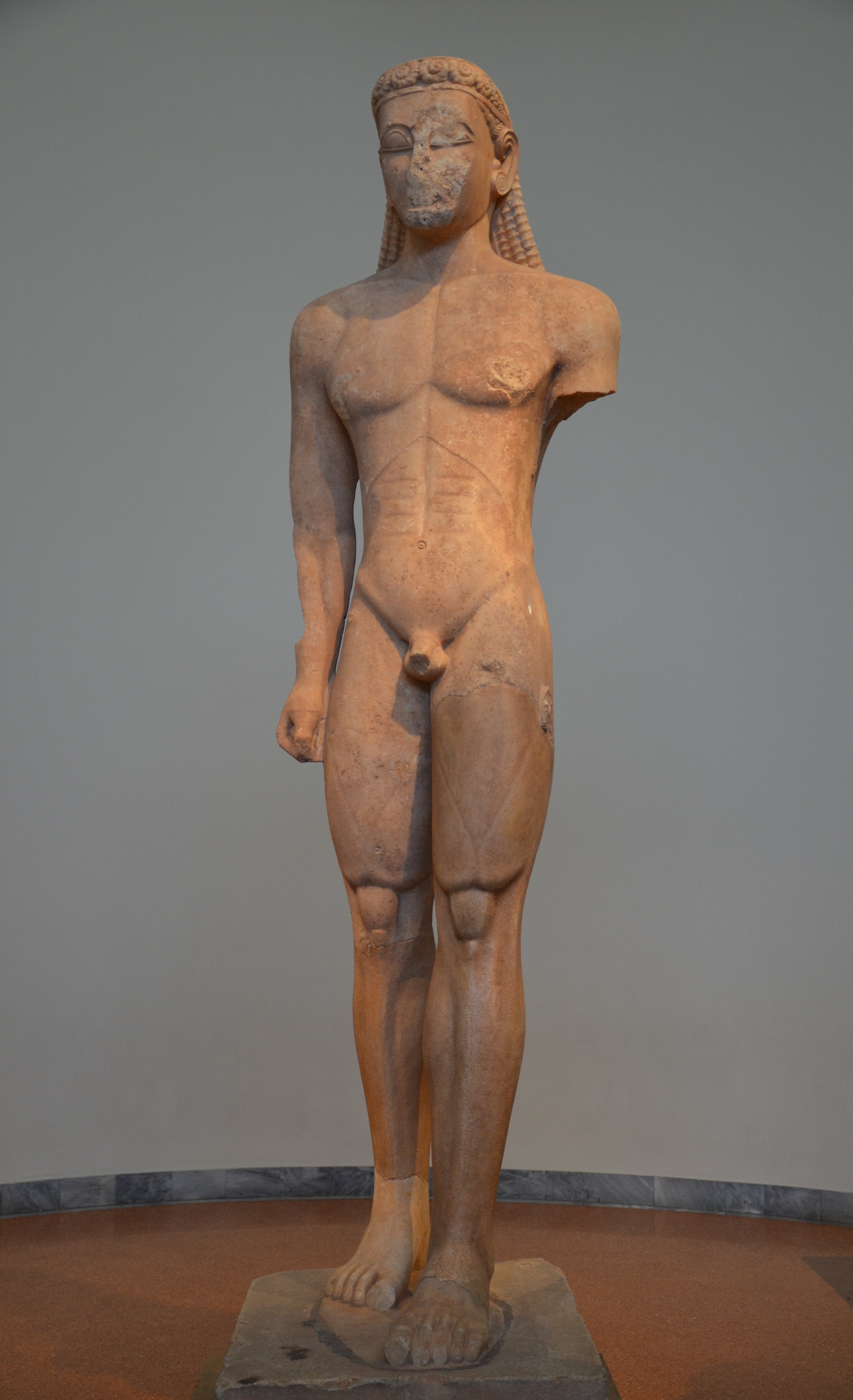
Kouros von Sounion (Athen, Archäologisches Nationalmuseum)

Im Unterschied zur ägyptischen Figur, die mit dem Stein verwachsen ist, löst sich die griechische Figur vom Stein und steht frei. Dieses freie Stehen ist Eigenenergie des Körpers und es werden Partien des Körpers betont, die eine Funktion haben, so zum Beispiel das Knie. Dreidimensionalität, das Wechselspiel der Glieder und die Bewegungsfähigkeit können nun plastisch weitergearbeitet werden.
Wichtiger Unterschied zwischen ägyptischen und griechischen Statuen ist auch die Nacktheit der griechischen Kouroi. Ägyptische Statuen waren immer mit einem Rock oder einem Lendenschurz bekleidet.
Im Bild des unbekleideten jungen Mannes ist dagegen der Mensch als solcher in der besten, überindividuellen Erscheinung des Jünglings wiedergegeben. Während der griechische Kouros ein allgemeines ethisches und ästhetisches Ideal (der Adelsgesellschaft) verkörpert, repräsentieren die vorbildhaften ägyptischen Statuen die verschiedenen Kasten der ägyptischen Gesellschaft.

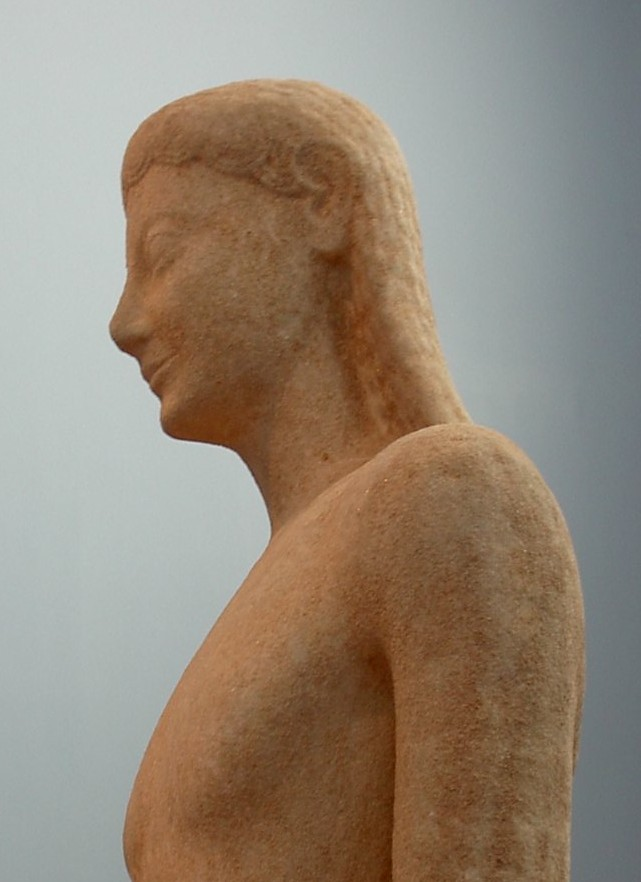
Kouros (Theben, Archäologisches Museum)

Ein weiterer markanter Unterschied ist das „archaische Lächeln“, das in Griechenland vor allem in der zweiten Hälfte des 6. Jh. v. Chr. erscheint. Es sollte den lebendigen Eindruck eines gesunden Jünglings erwecken, den idealen Zustand eines jungen und harmonischen Menschen ausdrücken. Die Modellierung wirkt zwar noch recht flach und unnatürlich, wird aber als Entwicklung zum Naturalismus gesehen. Erstmals in der Geschichte der westlichen Kunst wurden frei stehende Statuen gefertigt, die ägyptischen wurden in der Regel auf der Rückseite von einem Steinpfeiler unterstützt.
Einzelne griechische Bildhauer orientierten sich an den ägyptischen Vorbildern, wichen in Einzelheiten aber ab. Sehr frühe Statuen ähneln den ägyptischen Vorläufern noch stärker, während im Laufe der Zeit die griechischen Bildhauer eine differenziertere Modellierung anstreben und einen lebendigeren Ausdruck entfalten. Die ägyptischen Standbilder veränderten sich im Laufe der Zeit kaum, während die griechischen Bildhauer sich über das ganze Land austauschten und dadurch Anregungen aus verschiedenen Provinzen und Werkstätten aufnahmen und so ihre Kunst schnell weiter entwickelten. Nicht zuletzt trug auch die Erfindung des Eisen-Meißels um 500 v. Chr. zu einem technischen Fortschritt bei, wodurch der Marmor besser behauen werden konnte.

## Vorläufer
8. Jahrhundert v. Chr.

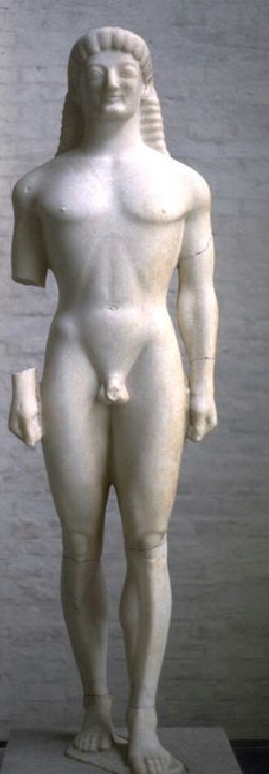
Kouros von Tenea, Glyptothek, München

Bronzestatuetten aus der geometrischen Epoche (8. Jh.) zeigen bereits nackte männliche Gestalten mit breiten Schultern und dünner Taille. Ein Fuß ist meistens schon vorgestreckt, da die Arme aus Metall gegossen wurden, sind sie jedoch nicht angelegt. Die Figuren haben eine sehr einfache Struktur, zeigen keine anatomischen Details und die Proportionen sind falsch.
1. Hälfte des 7. Jahrhunderts v. Chr.
Unter den Funden aus Olympia ist auch eine Krieger-Statue aus dem 7. Jh., die schon lebensechtere Proportionen aufweist. Geometrisch ist sie insofern, als die Brust vollkommen flach ist und die Beine rund sind.
Mitte des 7. Jahrhunderts v. Chr.
Naturalistischere Figuren wurden in Dreros auf Kreta gefunden. Die aus der Mitte des 7. Jh. stammenden Kultfiguren (Apollo, Leto und Artemis) sind zwar anatomisch richtig konstruiert, doch die Proportionen stimmen noch nicht. Der Kopf ist im Verhältnis zum Körper viel zu groß.
2. Hälfte des 7. Jahrhunderts v. Chr.
Obwohl bei den Bronzestatuetten aus Delphi die richtigen Proportionen noch nicht gefunden wurden und anatomische Details sehr gering sind, ist die Gesamtform nun stimmiger.

## Material

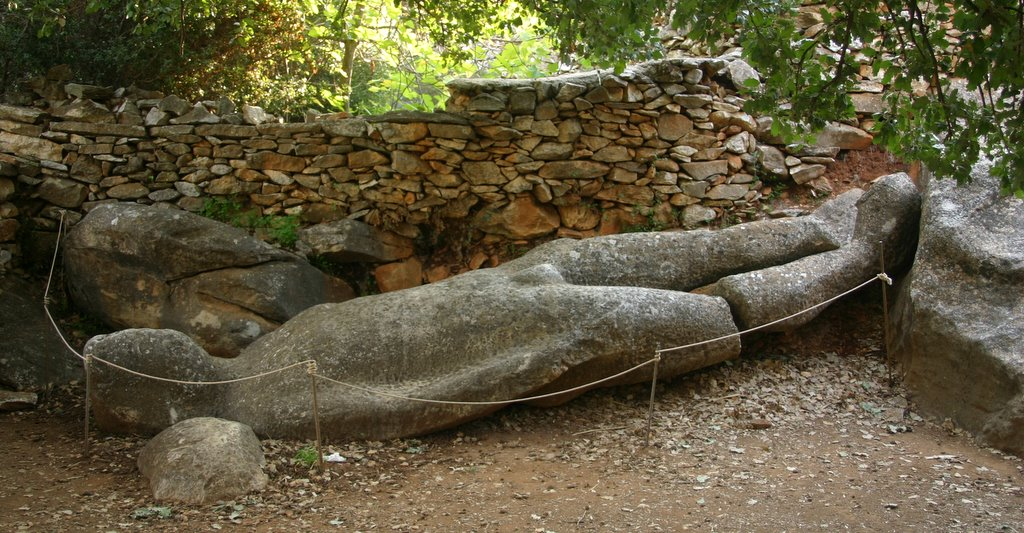
Unvollendeter Kouros bei Melanes auf Naxos

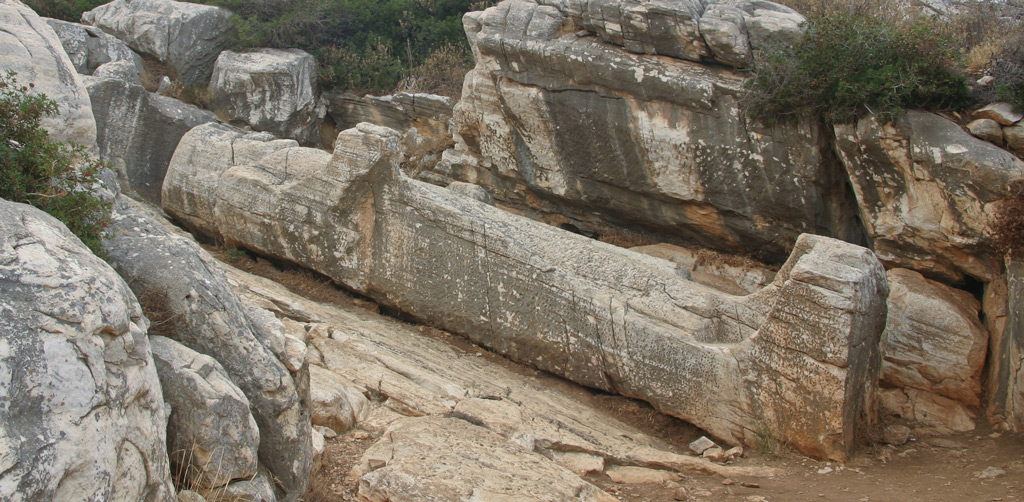
Unvollendeter Kouros von Apollonas auf Naxos

Marmor war das am meisten verwendete Material zur Herstellung von Kouroi. Es wurde vor allem Inselmarmor (aus Naxos oder Paros) gebraucht, aber auch Marmor aus lokalen Steinbrüchen. Die frühen attischen Kouroi (Sounion-Kouroi, New Yorker Kouros und der Kouros vom Heiligen Tor) sind alle aus naxischem Marmor. Für Kouroi aus der ersten Hälfte des 6. Jahrhunderts v. Chr. wurde der bläulich-graue hymettische Marmor verwendet.
Obwohl Kalkstein weich und deswegen leicht zu bearbeiten ist, wurde er selten für Kouroi verwendet. Doch hatten griechische Bildhauer schon im 7. Jahrhundert v. Chr. keine Schwierigkeiten, auch harte Gesteinssorten gut zu bearbeiten. Auch wurde der eigene weiße Marmor wohl allen anderen Steinsorten vorgezogen.
Obwohl sehr wenige Bronzestatuen erhalten sind, wird es sicher sehr viele gegeben haben, die aber wegen des hohen Materialwerts eingeschmolzen wurden. Die von Pausanias beschriebene Sphyrelaton-Technik (auf einen Holzkern gehämmerte Bronzeplättchen) wurde vor allem vor dem 6. Jahrhundert v. Chr. angewendet (Dreros-Kouros, Statuetten aus Samos). Als im 7. Jahrhundert das Hohlguss-Verfahren erfunden wurde, kam es zu einem Aufschwung. Dass im 6. Jahrhundert v. Chr. dieses Verfahren gut beherrscht wurde, zeigen die Kouroi aus Piräus. Durch alle Jahrhunderte hindurch wurden immer Statuen, vor allem kleinere, aus einem Guss hergestellt.
Obwohl Ton in Griechenland im Überfluss vorhanden war, wurden frei stehende Statuen selten aus Terrakotta angefertigt. Die griechischen Bildhauer waren offensichtlich eher daran interessiert, in Bronze und Stein zu schaffen.
Statuetten aus Elfenbein wurden zu allen Zeiten gemacht, sicher auch kleinere Kouroi. Aus Gold oder Silber sind keine Kouroi erhalten. Aus Blei wurden nur sehr kleine Statuetten angefertigt.

## Farbe

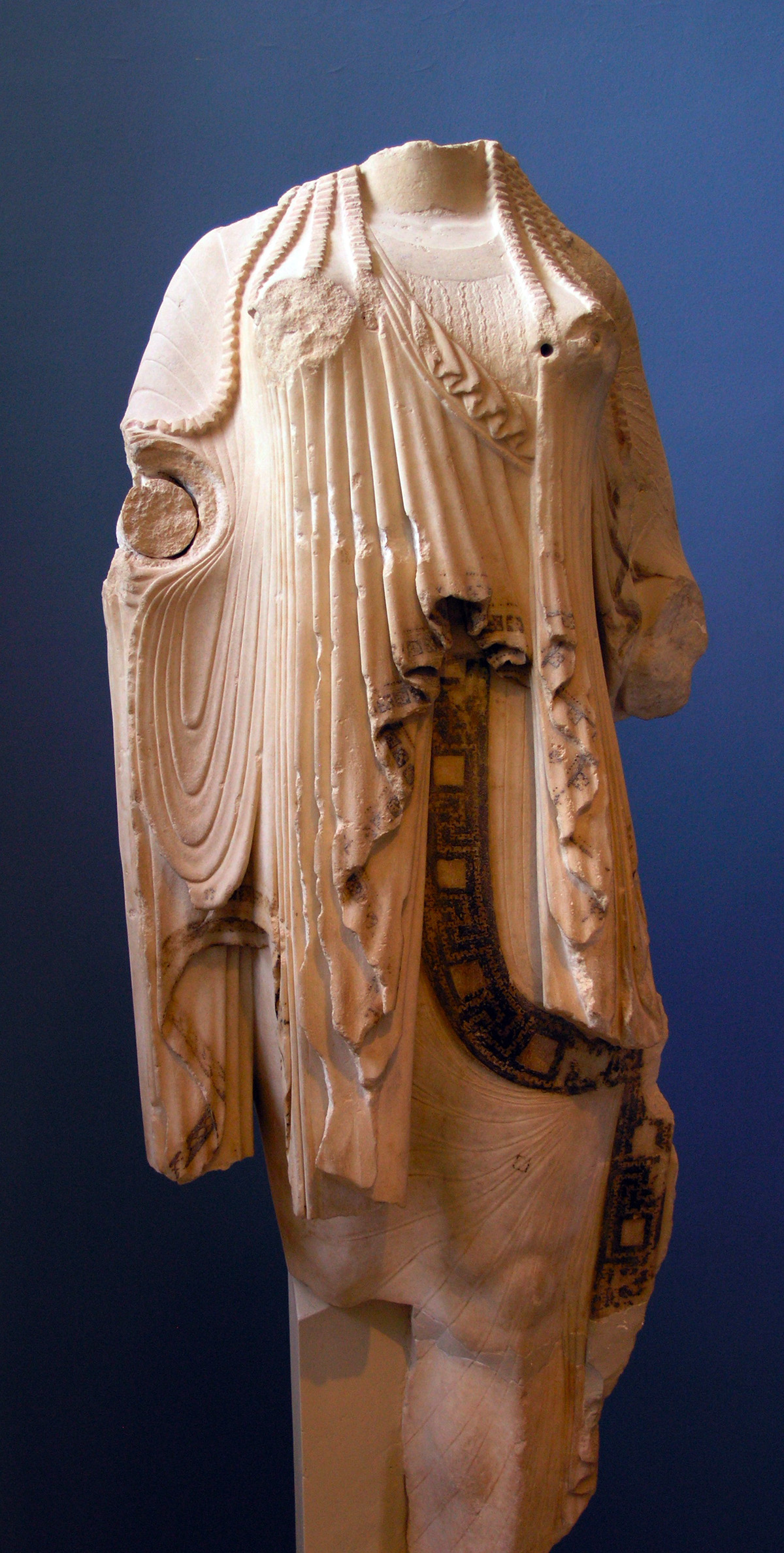
Kore 594 mit Resten von Bemalung (Athen, Akropolismuseum)

Die griechischen Kouroi waren durchweg bemalt. Denn an den Kouroi finden sich Farbreste, etwa am Blonden Kopf von der Akropolis in Athen, aber auch am Kalbträger vom gleichen Fundort. Jedoch wurden nicht nur betonte Körperteile wie Lippen oder Haare, sondern auch die Haut bemalt. Der Grund für die heutige „Blässe“ der Kouroi und die unterschiedliche Erhaltung farbiger Flächen liegt in den Farben selbst, von denen einige mit dem Marmor reagierten und so dauerhaft fixiert wurden.

## Herstellung
Insbesondere für die Herstellung der Marmorkouroi waren Hammer, Zahneisen, Spitzmeißel, Flachmeißel, Hohlmeißel und Raspel die am meisten verwendeten Werkzeuge. Der Spitzmeißel wurde durch alle Perioden verwendet. Um 570 v. Chr. gehörte das Zahneisen nachweislich zu den Werkzeugen der Steinmetze. In archaischer Zeit wurden Flach- und Hohlmeißel vor allem für das Haar und die Kleidung verwendet. Alle anderen Oberflächen wurden entweder mit Spitzmeißel oder Zahneisen bearbeitet. Der letzte Abschliff erfolgte mit Schleifpapier oder -stein.
Um aus einem Steinblock einen Kouros zu arbeiten, wurde auf jede Seite das zweidimensionale Bild des Kouros gemalt. Der Bildhauer meißelte dann langsam aus den vier zweidimensionalen Bildern in die Mitte und rundete dann den Stein langsam in eine dreidimensionale Statue.